# Тшементувко
Тшементувко (пол. Trzemiętówko) — село в Польщі, у гміні Сіценко Бидґозького повіту Куявсько-Поморського воєводства.
Населення — 91 особа (2011).
У 1975-1998 роках село належало до Бидгощського воєводства.

## Демографія
Демографічна структура станом на 31 березня 2011 року:
|          | Загалом | Допрацездатний вік | Працездатний вік | Постпрацездатний вік |
| -------- | ------- | ------------------ | ---------------- | -------------------- |
| Чоловіки | 48      | 14                 | 29               | 5                    |
| Жінки    | 43      | 7                  | 24               | 12                   |
| Разом    | 91      | 21                 | 53               | 17                   |